# 上毛電気鉄道800形電車
上毛電気鉄道800形電車（じょうもうでんきてつどう800がたでんしゃ）は、上毛電気鉄道の通勤形電車。

## 概要
1998年11月より運用されている700形電車8編成のうち、老朽化の進んだ3編成の置き換え用として、東京地下鉄（東京メトロ）の03系電車を改造して導入された車両である。2024年度から3年かけて3編成が導入される予定。
2024年2月29日に最初の編成が営業運転を開始した。当初は中央前橋駅 - 大胡駅間でのみ運行されていたが、同年4月2日から全線で運行されている。

## 改造内容
西桐生方の先頭車を制御電動車に改造し、中央前橋寄りの制御付随車に補助電源装置・空気圧縮機・蓄電池を搭載し、1M1Tの編成を組む。

補助電源装置・空気圧縮機・ブレーキ抵抗器は新製、蓄電池は種車のものを改造、冷房装置は種車から流用している。

集電装置は、制御電動車に2基搭載された。
車内設備では、ドアの半自動化・整理券発行機・運賃箱・液晶運賃表示器・車内表示器・防犯カメラの取り付けなどの改造が行われている。

## 編成表
| 形式 | 形式                       | ← 西桐生中央前橋 → | ← 西桐生中央前橋 → | 営業運転開始日 |
| 形式 | 形式                       | デハ810 (Mc)       | クハ820 (Tc)       | 営業運転開始日 |
| 機器 | 機器                       | ＞ ＜ VVVF,PT      | SIV,CP,BT          |                |
| 定員 | 定員                       | 121名              | 121名              |                |
| 編成 | 811-821 パステルブルー     | デハ811 (03-135)   | クハ821 (03-835)   | 2024年2月29日  |
| 編成 | 812-822 フィヨルドグリーン | デハ812 (03-136)   | クハ822 (03-836)   | 2025年2月17日  |

凡例
- VVVF：VVVFインバータ装置
- CP：空気圧縮機
- BT：蓄電池 SIV：補助電源装置（静止型インバータ）
- PT：集電装置

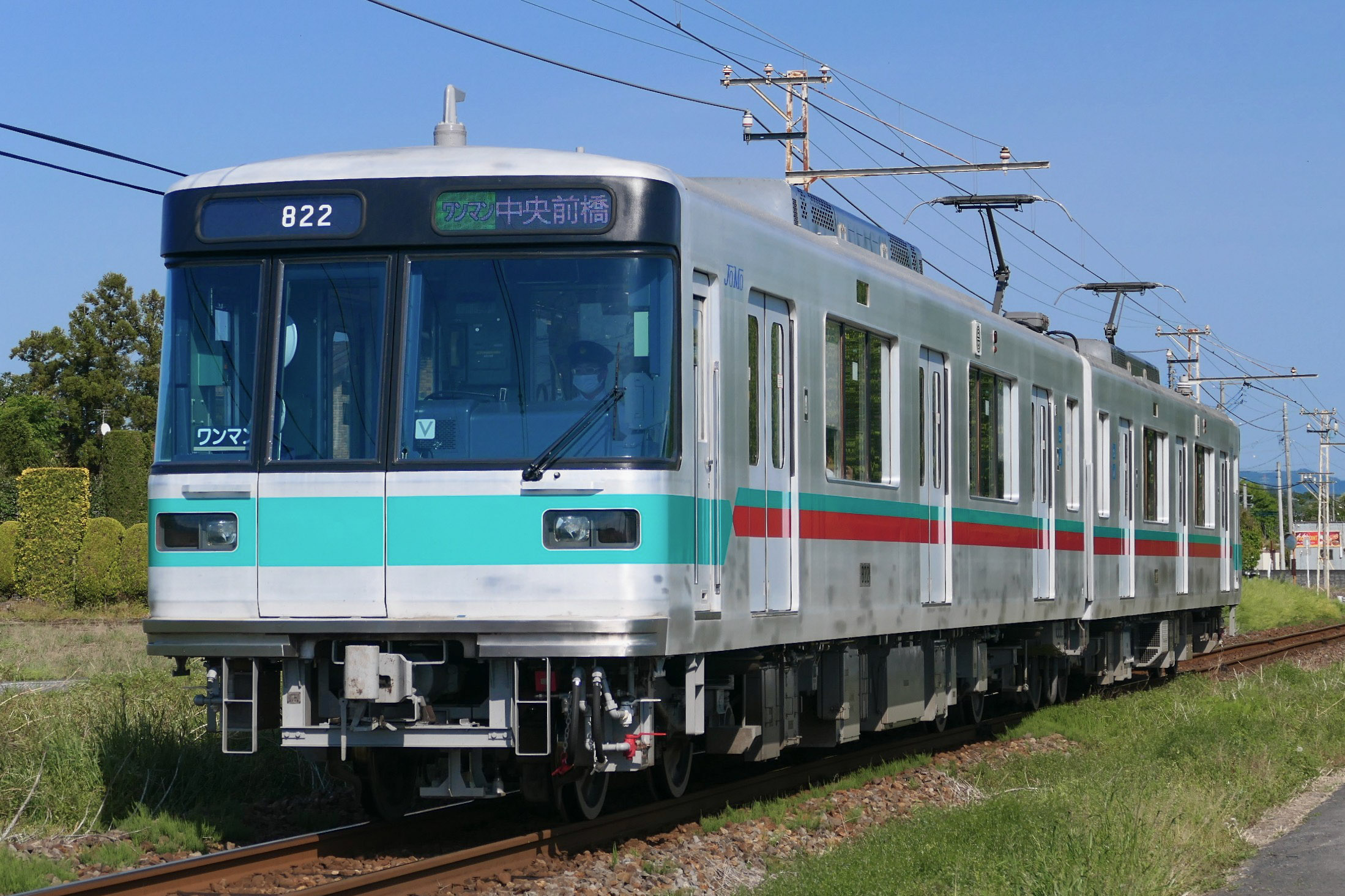
第2編成（2025年5月3日）
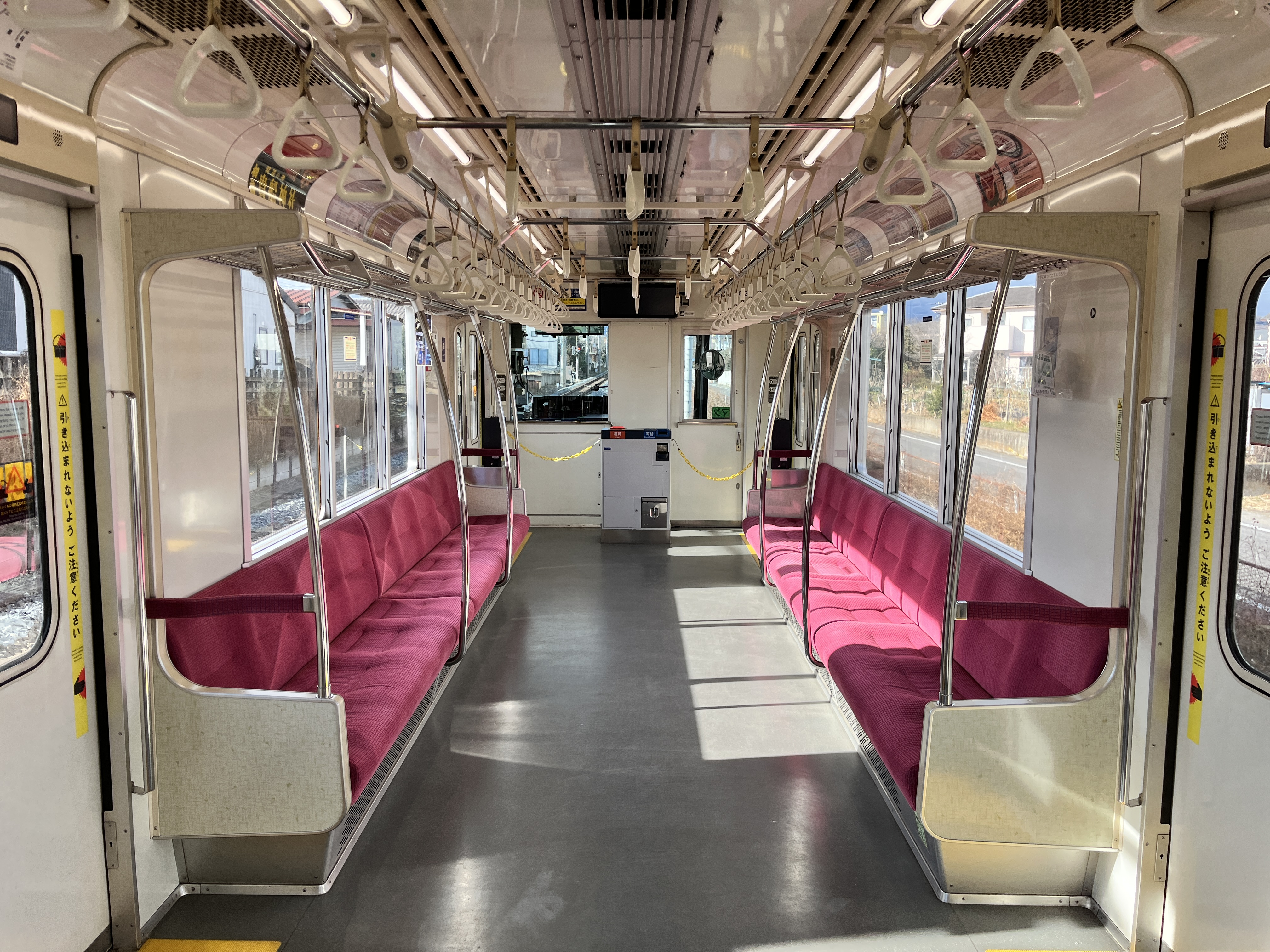
車内（2025年1月）
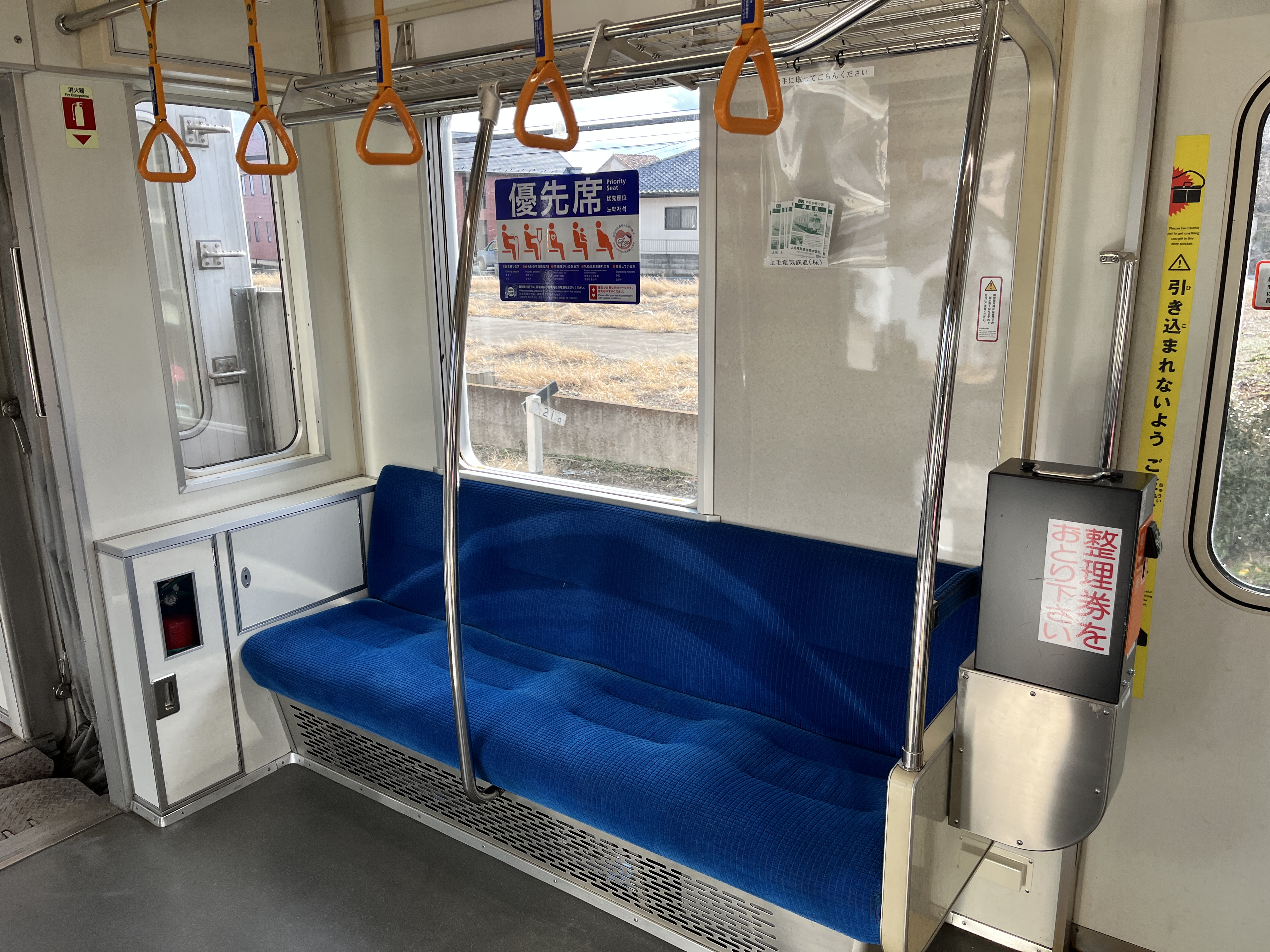
優先席（2025年1月）
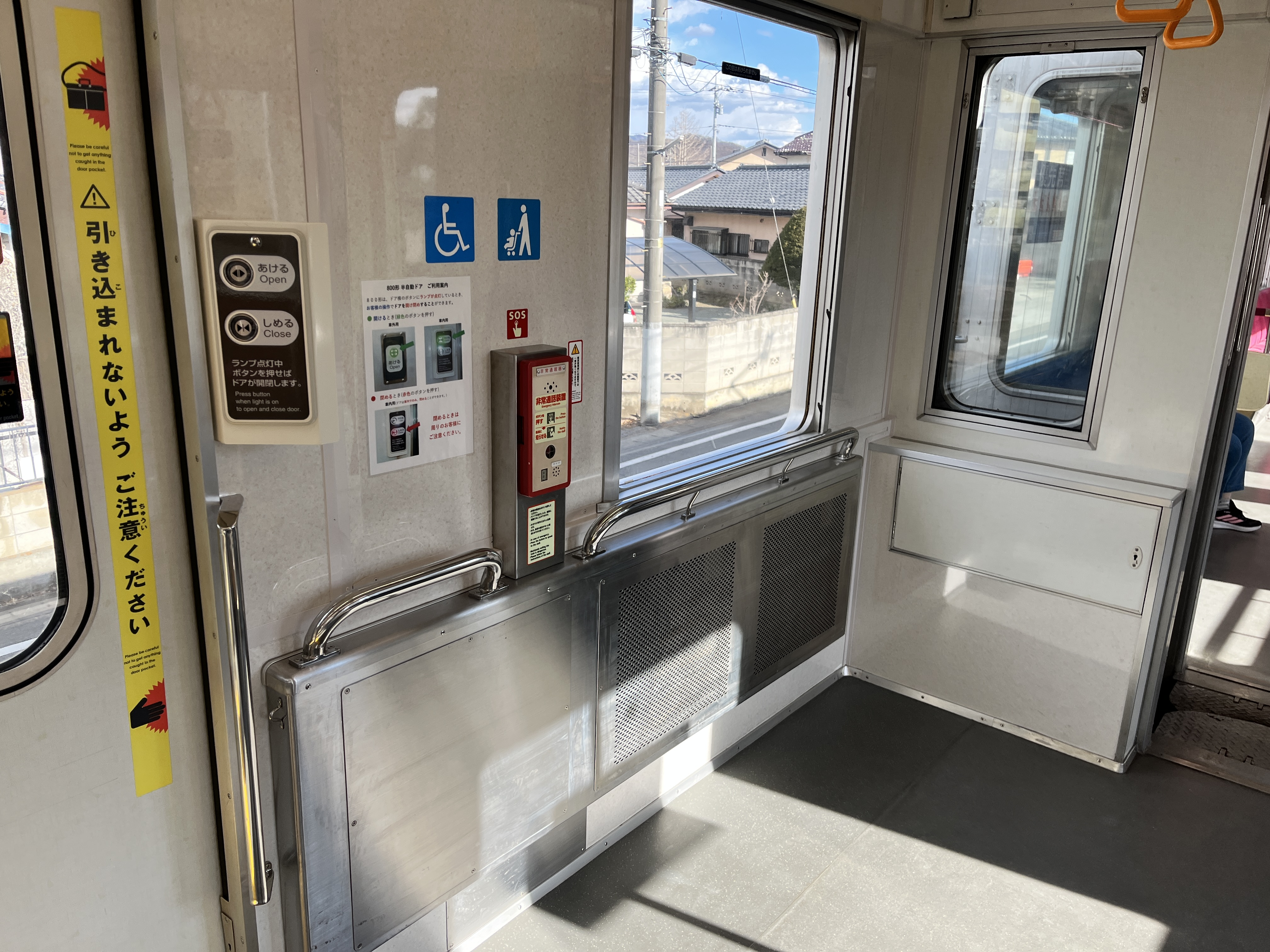
車いすスペース（2025年1月）
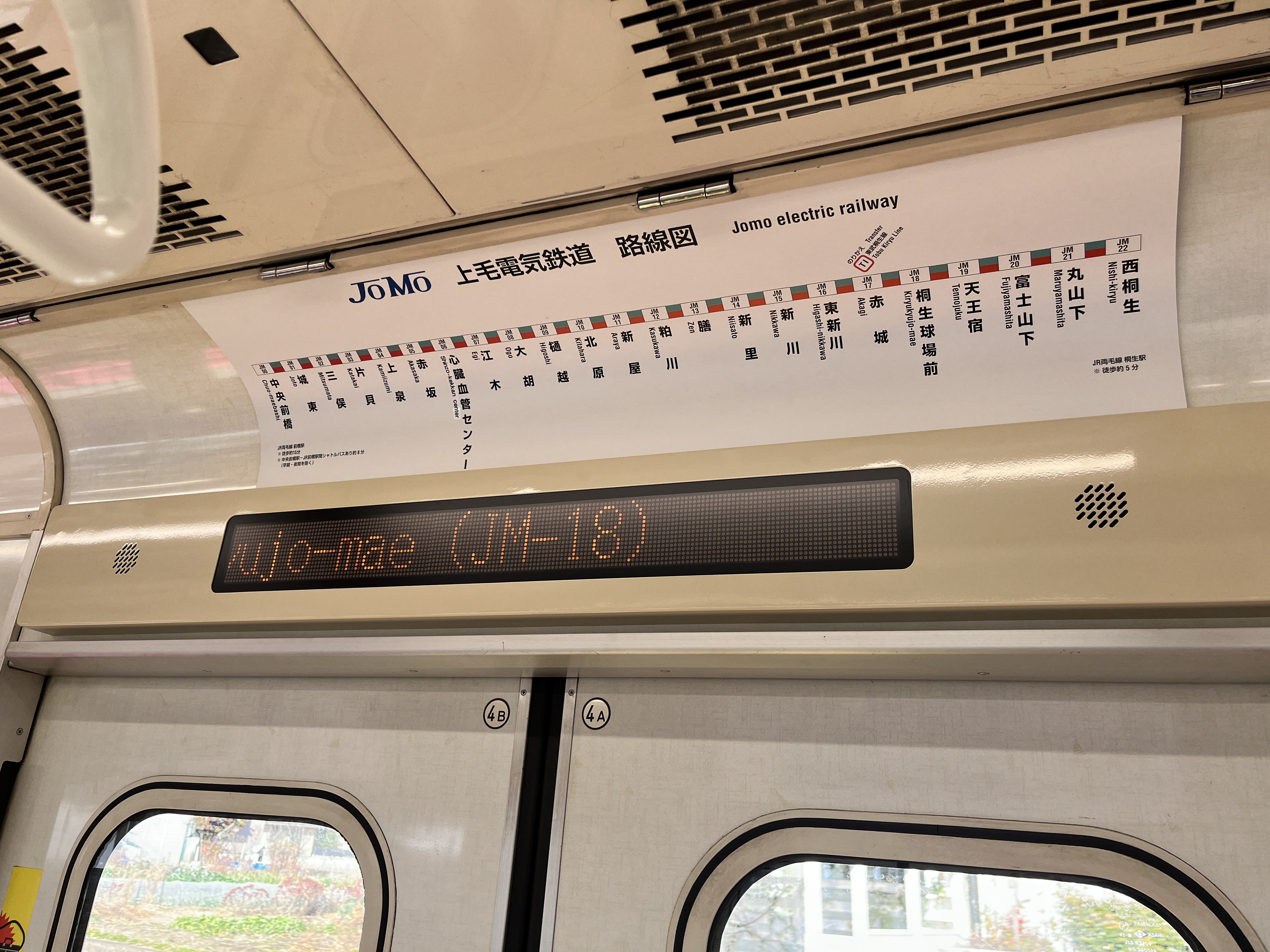
ドア上の電光掲示板（2025年1月）
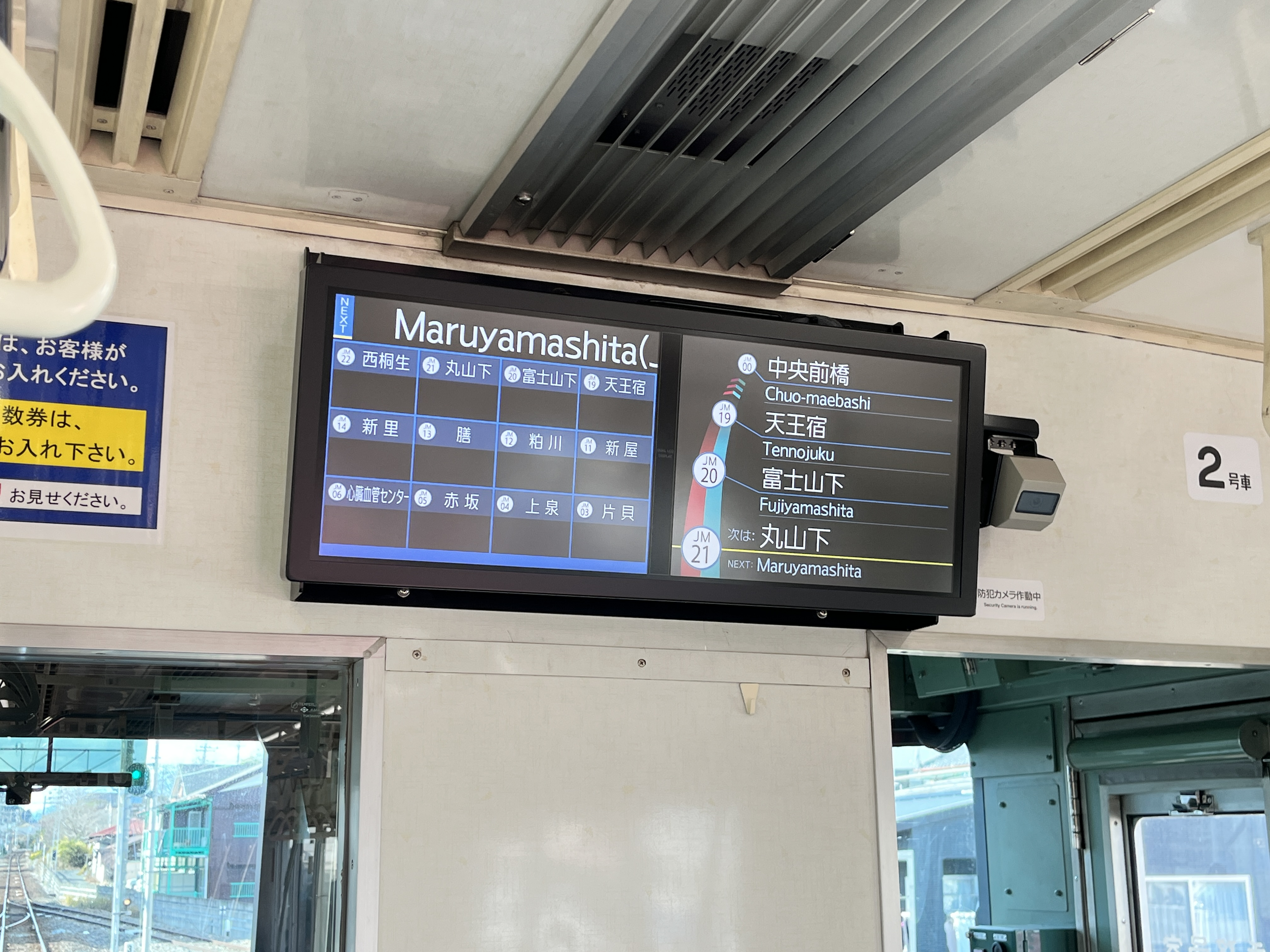
運賃表（2025年1月）
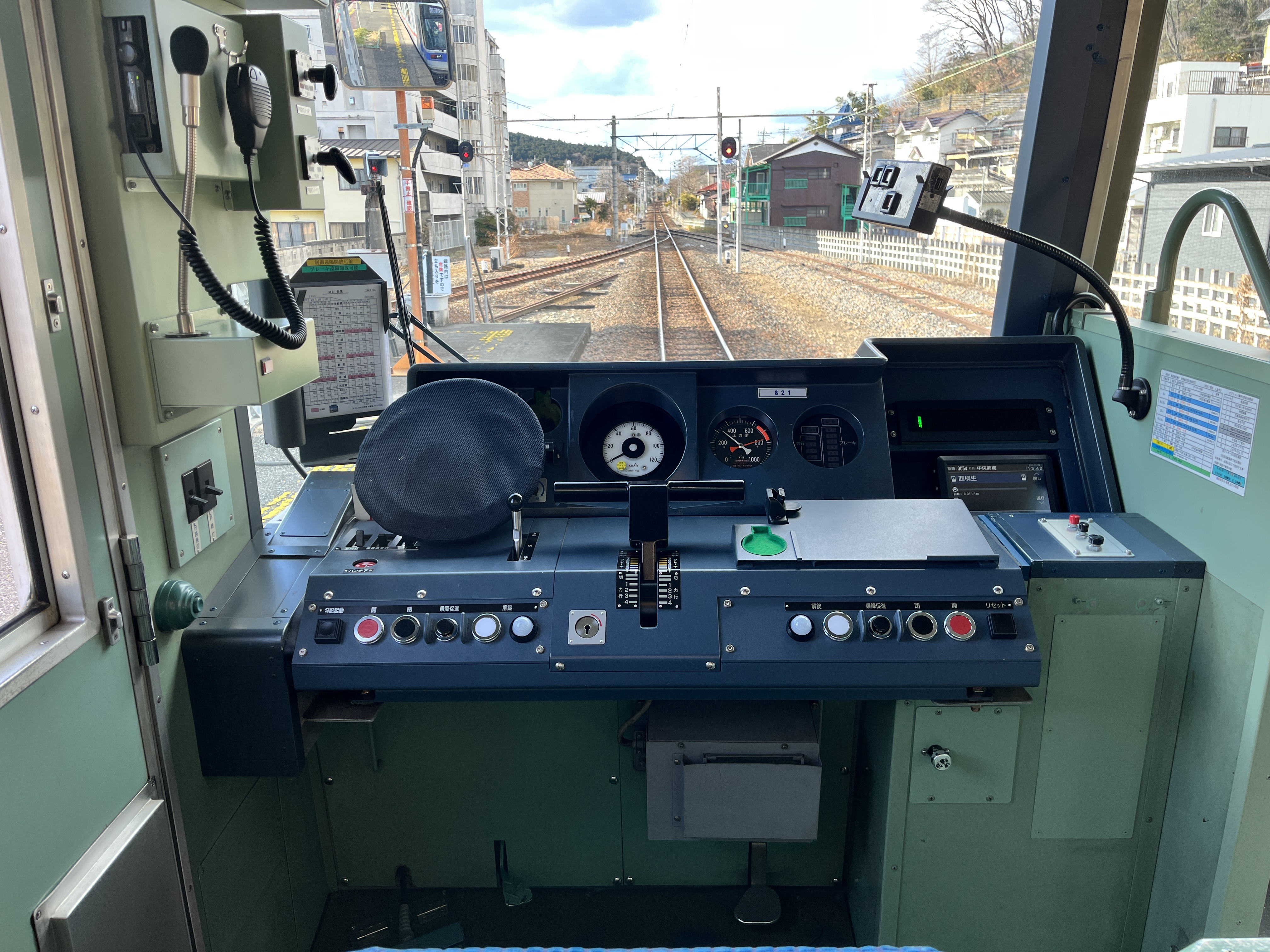
運転台（2025年1月）